# Bề mặt trở kháng cao

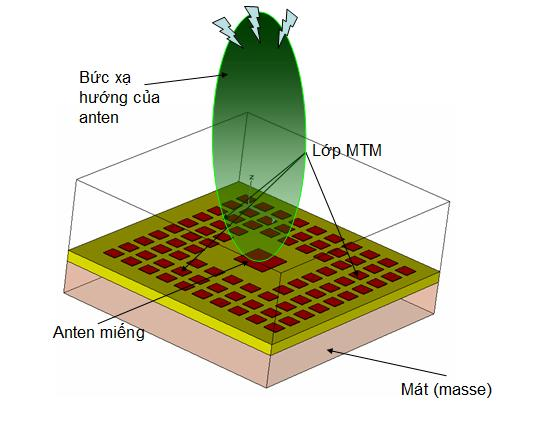

Bề mặt trở kháng cao (BTC) (High-impedance surfaces HIS tiếng Anh) được hiểu là những cấu trúc tuần hoàn cố định trên một đế (mass). Chúng ta có thể tham khảo metamaterial, BTC là một phân nhánh của nó. Bề mặt này sở hữu những tính chất điện từ rất thú vị. Nó không cho phép sự lan truyền của sóng điện từ trong một dải tần số nhất định. Nói một cách khác, nó sở hữu một dải cấm điện từ về tân số, do vậy nó được xếp vào loại vật liệu dải cấm, như là photonic vậy.
Tại sao gọi nó là bề mặt trở kháng cao, sự thực này đến từ tính chất vật lý của nó, trong dải cấm, vật liệu này cư xử như một vật liệu tổng hợp, sử hữu một trở kháng riêng rất cao.
Vật liệu này được nghiên cứu và ra đời khái niệm từ Sievenpiper, một nghiên cứu sinh của Yablo từ Mĩ.
Một tính chất thứ hai cực kì quan trọng của vật liệu này nữa là: khi một sóng tới bề mặt vật liệu, sóng phản xạ sẽ là hoàn toàn, nghĩa là hệ số truyền qua là 0; hệ số phản xạ  r = 1, điều này ngược hoàn toàn với một bề mặt kim loại thông thường, cho ra r = -1. Sóng điện từ do đó lệch pha không phải là 180 độ nữa mà là 0.